# Ryōichi Taguchi
Ryōichi Taguchi (jap. 田口 良一, Taguchi Ryōichi; * 1. Dezember 1986 in der Präfektur Tokio, Japan) ist ein japanischer Profiboxer und aktueller WBA-Weltmeister Halbfliegengewicht.

## Profikarriere
Im Alter von 19 Jahren gab Taguchi erfolgreich sein Debüt im bei den Profis. Bereits in seinem 10. Kampf unterlag er seinem Landsmann Masayoshi Segawa über acht Runden nach Punkten und musste somit seine erste Pleite hinnehmen. Er erreichte nur ein Unentschieden, als er am 12. März im Jahre 2013 gegen Masayuki Kuroda um den Japanischen Meistertitel antrat, weswegen er diesen Gürtel nicht errang. Nur vier Monate später durfte er gegen den bis dahin ungeschlagenen Yuki Chinen wieder um diesen Gürtel boxen und siegte über 10 Runden durch einstimmigen Beschluss.
Er verlor diesen Titel allerdings schon in seinem nächsten Fight an den späteren WBC- und WBO-Weltmeister Naoya Inoue durch einstimmige Punktentscheidung. Ende Dezember 2014 wurde Taguchi nach einem Punktsieg über den Peruaner Alberto Rossel WBA-Weltmeister. Im Mai 2015 gelang es ihm diesen Gürtel gegen Kwanthai Sithmorseng erstmals zu verteidigen.